# Adriana Almeida
Adriana Ferreira de Almeida Silva, natural de Aquidauana , vive hoje em Santarém. É casada e tem um filho.  Formada em Administração e Marketing e odontologia. Ocupa o cargo de  vereadora   na Câmara Municipal de Santarém.
1. ↑  Aquidauana (Mato Grosso do Sul)

É de autoria de Adriana Almeida a Lei que prevê a contratação de psicólogos e assistentes sociais para atuarem nas escolas municipais de Santarém.